# Pelopio
Pelopio  este un oraș în Grecia în Prefectura Elida.